# Baszta (skała)
Baszta (Skalna Baszta, 580 m n.p.m.) – skała w Masywie Śnieżnika, w Sudetach.
Duża gnejsowa skała o wysokości 10 m powyżej Wodospadu Wilczki na południowo-zachodnim zboczu góry Toczek. Na skale była tablica PTTK Międzygórze upamiętniającą 100. rocznicę urodzin Mieczysława Orłowicza (zniszczona).

## Szlaki turystyczne
Obok  biegnie szlak turystyczny:
- czerwony główny szlak sudecki Międzygórze - Igliczna[1].